# 杉並町停留場
杉並町停留場（日语：／ Suginamichō teiryūjō */?）是位於日本北海道函館市杉並町21番地先（往湯之川方向）、松陰町1番地先（往五稜郭公園方向）的函館市交通局（函館市電）湯之川線的鐵路車站。

## 歷史
- 參考函館市交通局的歷史。

## 車站構造
- 杉並町站擁有2個月台（側式月台）、2條電車路線（相反方向）。
- 往湯之川方向的月台較另一個月台長。
- 位於月台中央的時鐘在2006年的交通意外中受損，在同年12月重新設置。

## 車站周邊
- 函館中央警察署杉並派出所
- 函館松陰郵政局
- 江差信用金庫函館分店
- 北海道道83號函館南茅部線
- 遺愛女子中學、高等學校
- 第一研討會．東進衛星預備校函館杉並校
- 柏野小學
- 函館千歲幼稚園
- 社會福祉法人函館厚生院五稜郭醫院
  - 北海道五稜郭養護學校
- 函館巴士「杉並町」站

## 相鄰停留場
函館市交通局（函館市電）
湯之川線
柏木町（DY07）－杉並町（DY08）－五稜郭公園前（DY09）

## 外部連結
- 車站情報 - 杉並町（日文）